# Âm ngạc cứng

Luồng hơi của một âm ngạc cứng.

Âm ngạc cứng hay âm vòm là phụ âm được phát triển khi thân lưỡi nâng lên và được đặt trên ngạc cứng. Những phụ âm được phát âm bằng cách uốn bật đầu lưỡi và đặt trên ngạc cứng được gọi là âm quặt lưỡi.

## Đặc trưng
Phụ âm vòm phổ biến nhất là âm tiếp cận [j]. Âm mũi [ɲ] cũng phổ biến, và 35% của các thứ tiếng trên thế giới sử dụng nó. Trong đa số những ngôn ngữ đó thì âm tắc tương đương không phải là âm tắc vòm [c] mà là âm tắc sát [t͡ʃ]. Chỉ có một số nhỏ ngôn ngữ ở bắc Á-Âu, tại châu Mỹ và ở Trung Phi có tương phản giữa âm tắc vòm và âm tắc xát sau chân răng — như tiếng Hunggari, Séc, Latvia, Macedonia, Slovak, Thổ Nhĩ Kỳ, Albania.
Phụ âm có vị trí phát âm chính khác vị trí vòm có thể bị vòm hoá — có nghĩa là lưỡi được nâng lên hướng đến vòm cứng khi phát âm phụ âm đó. Ví dụ, âm [ʃ] trong tiếng Anh (bình thường viết sh) có thành phần vòm, nhưng cách phát âm chính là bằng lưỡi trên lợi trên. (Cách phát âm này được gọi là vị trí sau chân răng.)
Trong ngữ âm học, những phụ âm chân răng-vòm (như [ɕ ʑ]) và sau chân răng (như [ʃ ʒ]) nhiều khi được tập hợp cùng với những phụ âm vòm, vì có ít thứ tiếng làm tương phản giữa những phụ âm này với phụ âm vòm. Nhiều khi những phụ âm chân răng hoặc răng vòm hoá cũng được phân tích như vậy.

## Sự khác biệt với phụ âm vòm hoá và phụ âm kép
Có thể phân biệt giữa phụ âm vòm, phụ âm vòm hoá, và phụ âm kép gồm phụ âm nào đó cùng với âm tiếp cận vòm [j]. Những phụ âm vòm có vị trí phát âm chính là vòm miệng cứng, còn những phụ âm vòm hoá có vị trí phát âm chính ở chỗ khác cùng với vị trí phát âm phụ hướng đến vòm miệng cứng. Cả hai loại này là âm vị đơn, còn phụ âm kép gồm âm [j] là thành phần thứ hai là âm vị đôi.
Tiếng Ireland có tương quản âm mũi vòm /ɲ/ với âm mũi chân răng vòm hoá /nʲ/. Tiếng Tây Ban Nha phân biệt phụ âm vòm và sự liên tiếp của phụ âm chân răng với âm tiếp cận vòm:
- uñón /uˈɲon/ "móng tay lớn"

unión /uˈnjon/ "liên minh, đoàn kết"
Tuy nhiên, những ngôn ngữ có sự liên tiếp của phụ âm cộng /j/ mà không có phụ âm vòm hay phụ âm vòm hoá (như tiếng Anh) nhiều khi sẽ phát âm sự liên tiếp đó thành một âm vòm hay vòm hoá.

## Trong Bảng mẫu tự ngữ âm quốc tế
Trong bảng dưới đây có những mẫu tự phụ âm vòm của Bảng mẫu tự ngữ âm quốc tế:
| IPA | Tên                      | Ví dụ           | Ví dụ    | Ví dụ     | Ví dụ                       |
| IPA | Tên                      | Ngôn ngữ        | Chính tả | IPA       | Nghĩa                       |
| --- | ------------------------ | --------------- | -------- | --------- | --------------------------- |
|     | âm mũi vòm               | Việt            | nhà      | [ɲâː]     | nhà                         |
|     | âm tắc vòm vô thanh      | Việt (miền Nam) | chị      | [ci˧ˀ˨ʔ]  | chị                         |
|     | âm tắc vòm hữu thanh     | Latvia          | ģimene   | [ɟimene]  | gia đình                    |
|     | âm xát vòm vô thanh      | Đức             | nicht    | [nɪçt]    | không                       |
|     | âm xát vòm hữu thanh     | Tây Ban Nha     | rayo     | [ˈraʝo]   | tia                         |
|     | âm tiếp cận vòm          | Việt (miền nam) | da       | [jaː˧]    | da                          |
|     | âm tiếp cận cạnh vòm     | Ý               | gli      | [ʎi]      | (mạo từ giống đực số nhiều) |
|     | âm hút vào vòm hữu thanh | Swahili         | hujambo  | [huʄambo] | xin chào                    |
|     | âm mút vòm               | Nǁng            | ǂoo      | [ǂoo]     | đàn ông, nam                |

## Xem tiếp
- Phụ âm